# Pitagorèon
El Pitagorèon (en grec Πυθαγόρειον) és el port antic de l'illa de Samos. Té monuments grecs i romans i un espectacular túnel, el Túnel de Eupalinos o aqüeducte eupalinià que, juntament amb el Herèon de Samos, foren registrats com un lloc Patrimoni de la Humanitat de la Unesco l'any 1992.